# Dodgeville
Dodgeville és una població dels Estats Units a l'estat de Wisconsin. Segons el cens del 2000 tenia 4.220 habitants.

## Demografia
Segons el cens del 2000, Dodgeville tenia 4.220 habitants, 1.751 habitatges, i 1.131 famílies. La densitat de població era de 455,1 habitants per km².
Dels 1.751 habitatges en un 33,1% hi vivien nens de menys de 18 anys, en un 51,5% hi vivien parelles casades, en un 10,5% dones solteres, i en un 35,4% no eren unitats familiars. En el 30,9% dels habitatges hi vivien persones soles el 13,2% de les quals corresponia a persones de 65 anys o més que vivien soles. El nombre mitjà de persones vivint en cada habitatge era de 2,34 i el nombre mitjà de persones que vivien en cada família era de 2,96.
Per edats la població es repartia de la següent manera: un 25,8% tenia menys de 18 anys, un 6,3% entre 18 i 24, un 31,5% entre 25 i 44, un 19,9% de 45 a 60 i un 16,5% 65 anys o més.
L'edat mediana era de 37 anys. Per cada 100 dones de 18 o més anys hi havia 85 homes.
La renda mediana per habitatge era de 41.615 $ i la renda mediana per família de 50.755 $. Els homes tenien una renda mediana de 32.738 $ mentre que les dones 24.047 $. La renda per capita de la població era de 20.962 $. Aproximadament el 2,7% de les famílies i el 5,3% de la població estaven per davall del llindar de pobresa.

## Poblacions més properes
El següent diagrama mostra les poblacions més properes.